# Saint-Julien-Boutières
Saint-Julien-Boutières è un comune francese di 218 abitanti situato nel dipartimento dell'Ardèche della regione dell'Alvernia-Rodano-Alpi.

## Società

### Evoluzione demografica
Abitanti censiti